# 十香园
十香园位于广州市海珠区昌岗街道隔山社区江南大道中怀德大街3号，是晚清著名的花鸟画家居巢、居廉兄弟的居所。十香园始建于1864年，原占地超过700平方米，现占地640平方米，原本由今夕庵、啸月琴馆和紫梨花馆构成，抗战后一度只剩下紫梨花馆，2007年9月复原。据说由于园中种植有素馨、瑞香、夜来香、鹰爪、茉莉、夜合、珠兰、鱼子兰、白兰、含笑十种花木，故名为十香园。1983年成为广州市市级文物保护单位。

## 历史
十香园是由居巢、居廉兄弟建造。居巢和居廉都是清末岭南著名画家。兄长居巢生于公元1811年，自幼喜爱书画。胞弟居廉比居巢小17岁，自幼丧父，由居巢抚养教导。1848年，居巢居廉兄弟前往广西按察使张敬修处当幕僚。1861年，随张敬修返粤。1864年，张敬修病逝，居巢遂携弟返回广州，扩建原先的居屋，成为十香园。
1865年后，居巢居廉兄弟在十香园定居，并开馆收徒。居巢早逝，收徒甚少。但经过居廉多年的苦心经营，桃李渐众，培养了大批的绘画人材。岭南画派的创始人物：高剑父、高奇峰、陈树人都是居廉的门生。1904年，居廉逝世。但居氏门生仍然常常聚于十香园，写生作画。
抗日战争期间，日军占领广州时曾将司令部设于十香园旁。日军将十香园内房屋推倒，将房梁、檩条等取走用作烧火做饭。一个月后日军撤出，但十香园中的今夕庵、啸月琴馆以及大量家具都被拆毁，只遗存紫梨花馆。
1966年文化大革命期间，由于“破四旧”、抄家之风兴起，十香园也未能避免。居家的大量旧家具、书画、文具、族谱、房契等被烧毁。

## 修复重建
从1998年起，不断有房地产发展商希望买下十香园地产，但居氏后人坚持不肯卖出。2004年，居家将十香园地产无偿捐赠给广州市政府。而市政府亦开始着手进行十香园的重建工作。经考虑后，决定在十香园原址进行修复重建工作，而不采取移动后复原重建的方案。
2007年2月，广州市政府安置居氏后人从十香园迁出。同年4月，居巢、居廉以及其他居氏先人的骨灰迁葬于中华永久墓园，而同时广州市文物考古所也开始对十香园进行发掘和勘测。5月，修复工程正式开始，分为两个阶段。2007年9月22日，十香园修缮保护工程第一期完成，基本重建了今夕庵和啸月琴馆，修复了紫梨花馆。十香园纪念馆也正式落成开放。2009年5月，十香园修缮保护第二期工程启动，包括建造十香园艺术馆、打通十香园与海珠涌并修建水乡古埠头，以及园区周边整修等。